# Рашид Харкук
Рашид Харкук (араб. رشيد حركوك, англ. Rachid Harkouk, нар. 19 травня 1956, Лондон) — алжирський футболіст, що грав на позиції півзахисника.
Виступав, зокрема, за клуб «Ноттс Каунті», а також національну збірну Алжиру.

## Клубна кар'єра
Народився в лондонському районі Челсі в родині алжирця і англійки. Розпочав займатись футболом в академії «Фулгема», проте був відрахований і вирішив закинути футбол. Після закінчення школи в 17 років, Харкук мав безліч робот, працюючи помічником менеджера в електричній компанії, з комп'ютерами та ін.
У грудні 1994 року хлопця запросила пограти нижчолігова команда «Чертсі Таун», після чого хлопець грав за «Фелтем».
Під час гри на «Фелтем», Террі Венейблз, який в той час був тренером «Крістал Пелес», помітив хлопця і незабаром запросив в свою команду, в якій провів Харкук два сезони, взявши участь лише у 54 матчах чемпіонату.
Протягом 1978—1980 років захищав кольори «Квінз Парк Рейнджерс».
1980 року перейшов до клубу «Ноттс Каунті», за який відіграв 7 сезонів, три з яких — у вищому англійському дивізіоні. Завершив професійну кар'єру футболіста виступами за команду «Ноттс Каунті» у 1987 році.

## Виступи за збірну
1986 року дебютував в офіційних матчах у складі національної збірної Алжиру. Протягом кар'єри у національній команді, яка тривала усього 1 рік, провів у формі головної команди країни 4 матчі.
У складі збірної був учасником чемпіонату світу 1986 року у Мексиці. У першому матчі своєї команди проти збірної Північної Ірландії він вийшов на поле на 33-й хвилині матчу, замінивши Рабаха Маджера. Другу гру проти Бразилії він всю провів на лавці запасних, в останній же грі проти Іспанії Харкук вийшов у стартовому складі і відіграв всі 90 хвилин, проте алжирці не змогли вийти з групи.